# Gare d'Oppegård
La gare de Oppegård est une gare ferroviaire norvégienne de la ligne d'Østfold, située sur le territoire de la commune d'Oppegård dans le comté d'Akershus.
Mise en service en 1879, c'est une gare de la Norges Statsbaner (NSB). Elle est distante de 18,25 km d'Oslo.

## Situation ferroviaire
Établie à 98 mètres d'altitude, La gare d'Oppegård est située sur la ligne d'Østfold, entre les gares de Greverud et de Vevelstad.

## Service des voyageurs

### Accueil
C'est une halte ferroviaire sans personnel, mais disposant d'un automate, d'un abri, pour les voyageurs, sur chacun des deux quais.

### Desserte
Oppegård est desservie par des trains locaux en direction de Skøyen et de Ski,.

### Intermodalités
Un parking, de 61 places, pour les véhicules et un parc à vélo y sont aménagés.